# Gipsy Moth IV
Il Gipsy Moth IV è una barca a vela a due alberi con la quale Sir Francis Chichester, all'età di 65 anni, fece una circumnavigazione del globo in solitaria dal 27 agosto 1966 al 28 maggio 1967. 
Il nome deriva dall'aereo biplano de Havilland DH.60 Moth, con cui Chichester fece voli pionieristici nei primi anni trenta.